# Kamieniec (powiat sandomierski)
Kamieniec – wieś sołecka w Polsce położona w województwie świętokrzyskim, w powiecie sandomierskim, w gminie Koprzywnica. 
| SIMC    | Nazwa              | Rodzaj    |
| ------- | ------------------ | --------- |
| 0796571 | Kamieniec Wisłocki | część wsi |

W administracji kościelnej rzymskokatolickiej wieś położona w archidiecezji lubelskiej, w diecezji sandomierskiej, w dekanacie koprzywnickim, w parafii pw. św. Jana Chrzciciela.
W 1998 r. Kamieniec miał 122 mieszkańców i 68 gospodarstw o łącznej powierzchni 219,39 ha.
W latach 1975–1998 miejscowość należała administracyjnie do województwa tarnobrzeskiego.

## Historia
Wieś Kamieniec pojawiła się prawdopodobnie dopiero w XVIII wieku, chociaż nie można wykluczyć wcześniejszego powstania.
W 1827 r. było tu 18 domów i 96 mieszkańców, Miejscowość była własnością prywatną należącą do parafii w Skotnikach. W 1884 r. wieś miała 16 domów i 96 mieszkańców oraz folwark o powierzchni 282 morgi w tym: 140 gruntów ornych i ogrodów, 50 mórg łąk, 39 mórg pastwisk, 2 morgi wód, 49 mórg nieużytków i placów; budynków drewnianych było 15. W 1884 r. kolonia nazywana wówczas Kamieniec Wisłocki miała 13 domów oraz 99 mórg gruntów.
W 1929 r. w Kamieńcu w 6 domach zamieszkiwały 44 osoby. W tym samym okresie kolonia Kamieniec Wisłocki posiadała 11 domów zamieszkiwanych przez 70 ludzi.